# 阿卜杜勒·加富爾·布雷什納
阿卜杜勒·加富爾·布雷什納（普什圖語：‎，1907年4月10日—1974年1月4日）是一位阿富汗畫家、作曲家、詩人和電影導演。他被認為是該國最有才華的藝術家之一。他還創作了20世紀70年代使用的阿富汗前國歌。

## 畫廊

布雷什納的藝術作品
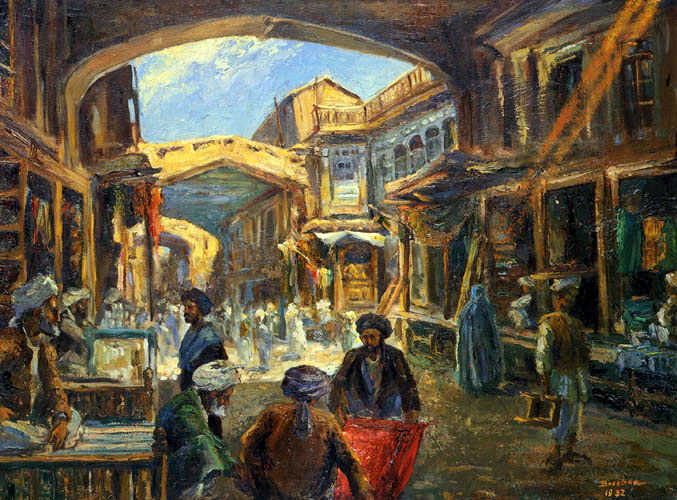
喀布爾的查塔集市（1932年）
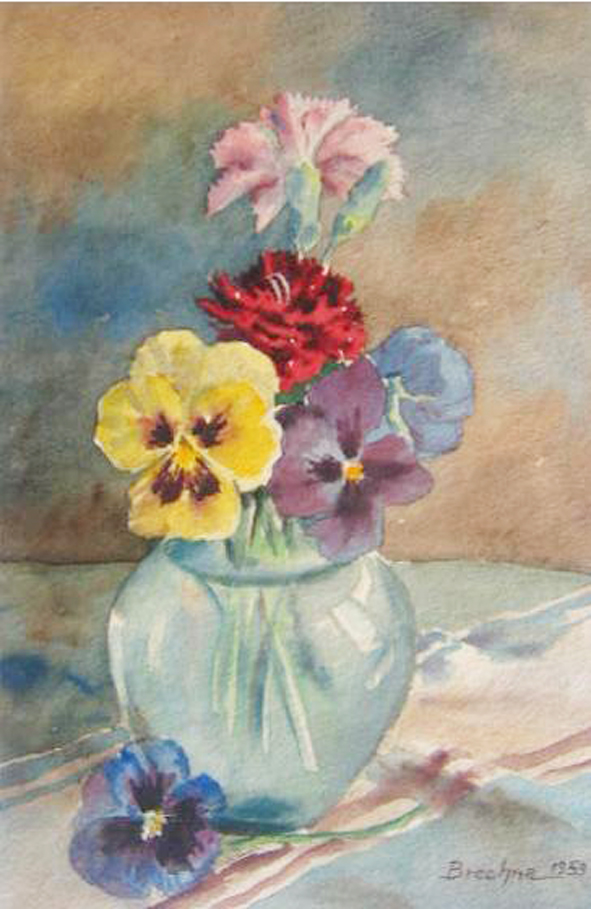
花朵（1953年，被摧毀）
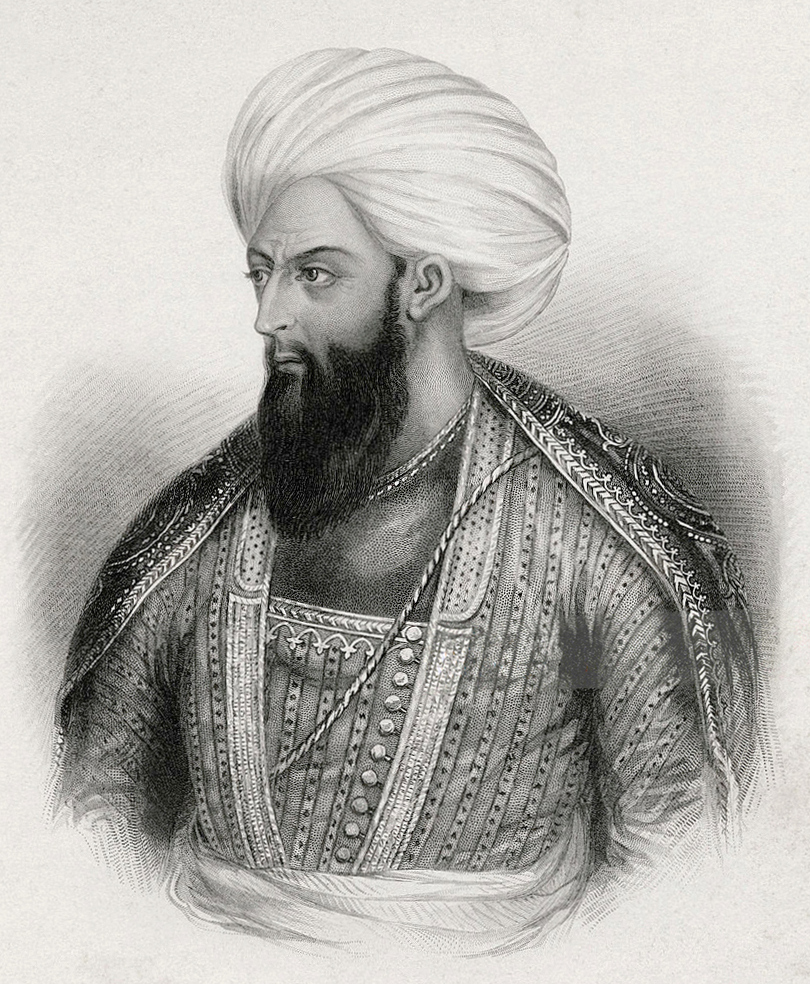
多斯特·穆罕默德汗的肖像，日期未知。
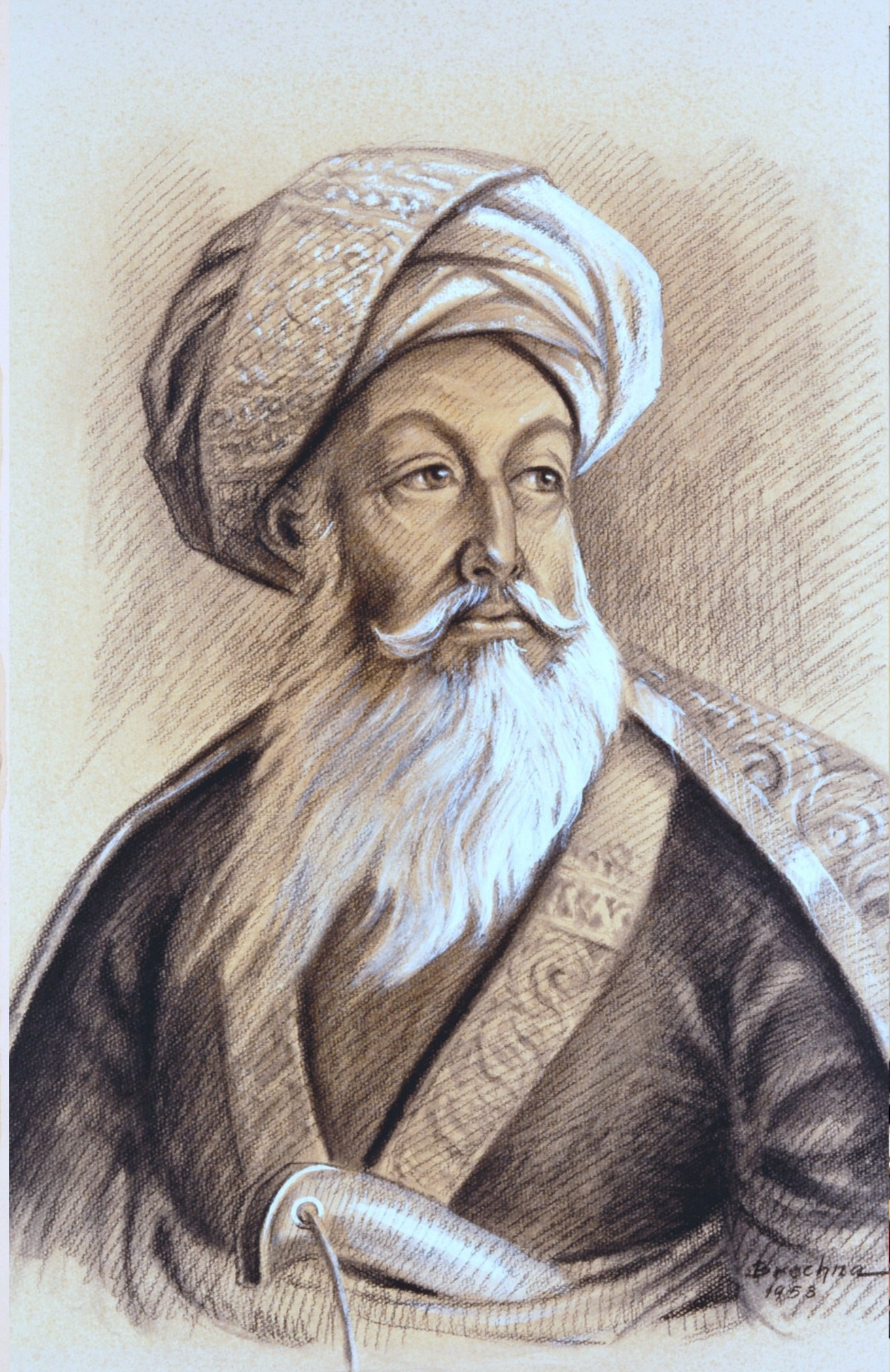
多斯特·穆罕默德汗的肖像，日期未知。